# Salix pseudomonticola
Salix pseudomonticola är en videväxtart som beskrevs av John Ball. Salix pseudomonticola ingår i släktet viden, och familjen videväxter. Inga underarter finns listade i Catalogue of Life.